# ブガッティ・タイプ57SC アトランティーク・クーペ
ブガッティ・タイプ57SC アトランティーク・クーペ（Bugatti Type 57SC Atlantic Coupé）またはタイプ57SC エアロ・クーペ（Type 57SC Aero Coupé）は、自動車メーカーのブガッティが1936年から1938年にかけて4台のみ生産した高級スポーツクーペである。
4台のうち3台が現存しており、それぞれがレストアされているが、ほぼオリジナルの状態で現在まで残されているのは2台のみである。
アール・デコ絶頂期の芸術的なデザインとその時代の比類なき性能を備えた真の傑作と考えられており、今日世界で最も貴重で権威のある自動車の1つとみなされている。

## 概要
ジャン・ブガッティがデザインした1935年のプロトタイプ「エアロライト」がベースになっており、標準的なタイプ57のシャシーを短縮したタイプ57Sのシャシーを使用している。フロントには最高200psを発生する3.3リッターDOHC直列8気筒ガソリンユニットを積み、車重950kgという軽量ボディも相まって、最高速度は200km/hを超えていたといわれる（当時のグランドツアラーとしては驚異的な速さであった）。
同時代のタイプ59GPカー同様、当初のプロトタイプの車体にはエレクトロン（マグネシウム合金）とデュラリウム（アルミニウム合金）が多用されていた。材質が可燃性であったため、エンジニアたちはボディパネルを溶接することができず、航空産業でよく使われる技法であるリベットで外側から接合し、その継ぎ目（「背びれ」と形容される）がこの上ないデザイン上のアクセントとなっていた。さすがに4台作られた生産型はアルミ製となったが、継ぎ目はデザイン上の特徴として残され、シャシーにまで及んでいる。さらに、カーブしたウィンドウ、流線型のフェンダー、リアに向かって窄まっていくテーパードボディなど、誇張されたような滑らかな曲線が重なり合うデザインを特徴とする。
インテリアは、最高級の素材と装備で満たされた豪華絢爛なキャビンを誇る。シートは豪華なレザー張りで、ダッシュボードは磨き上げられた木材で作られ、メーターやコントロール類はブラッシュドメタルで仕上げられている。また、ステアリングホイールも美しく、ディッシュデザインとポリッシュ仕上げの木製リムが特徴である。
戦前から第二次世界大戦時にかけてのブガッティの過去は、やや不正確であると見なされることが多い。そのため、当初はアトランティークが3台しか製造されなかったと信じられていた。No.57453とNo.57473は、製造時期やブガッティの工場で黒く塗装されたことなどから、同じ車であるという考えが一般的だったからである。しかし2004年、著名なブガッティの歴史家であるピエール＝イヴ・ロージェは、この2台が別個のものであることを確認し、『Bugatti: les 57 Sport』と題された彼の著書で、それぞれの車両の過去を描いた精巧なイラストとともに、その研究を徹底的にまとめあげた。

## 車名の由来
このモデルは、ジャン・ブガッティの友人で、航空界のパイオニアの一人であり、南大西洋を初めて空路で横断したフランス人パイロット、ジャン・メルモーズにちなんで名づけられた。1936年12月、彼と彼の乗組員は、エンジンの故障と思われる事故で大西洋に墜落した。当初、アトランティーク・モデルは、その前身であるエアロライトにちなんで「エアロ・クーペ」（Aero Coupé）と名付けられた。最初の2台の生産車にはすでにこの名前が付けられていたが、悲劇的なニュースを聞いたジャン・ブガッティは、モデル名を「アトランティーク・クーペ」に変更するよう依頼した。

## 1935 タイプ57 エアロライト シャシーNo.57331 プロトタイプ
出典: 

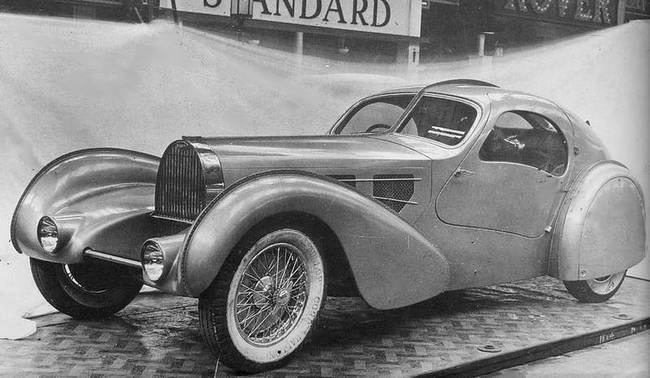
1935年の英国国際モーターショーで展示されたNo.57331

発表時のコードネームは 「エレクトロン・クーペ 」（Elektron Coupé）または 「コンペティション・クーペ 」（Competition Coupé）であったが、このブガッティのプロトタイプの存在期間は非常に短かった。1935年7月末に完成し、わずか4ヵ月後のパリモーターショーで初公開された。ジャン・ブガッティの見事なアール・デコ調の"SuperProfile Coupé"のデザインを忠実に再現したものだったが、一見奇抜な形状のため、この車は非常に限られた人々にしか注目されず、そのため、その後数年間に製造されたアトランティークはわずか4台だった。しかし、ブガッティのレーシングドライバー、ウィリアム・グローバー＝ウィリアムズがパリ市内をこの車で飛ばして案内した際に、その隣に座った数人の人々が、その性能とルックスに驚き、"Rapide comme une aérolithe"（「隕石のように速い」）というフレーズにちなんで"La Aérolithe"（エアロライト）と名付けた。
数週間後、この車はロンドンのオリンピアで開催された英国国際モーターショーに出展された。プロトタイプは1936年の春までロンドンに置かれ、ウィリアム・グローバー＝ウィリアムズによって頻繁に運転され、テストされた。しかし、ブガッティのチーフ・メカニック、ロベール・オーマイトルが数十年後に述べたように、この車は本質的には技術的な興味はなく、単なるスタイリングのコンセプトであったため、フランスのブガッティ工場に運ばれ、そこで部品のために分解された。

## 1936 タイプ57 S（+C）エアロ・クーペ シャシーNo.57374
出典: 

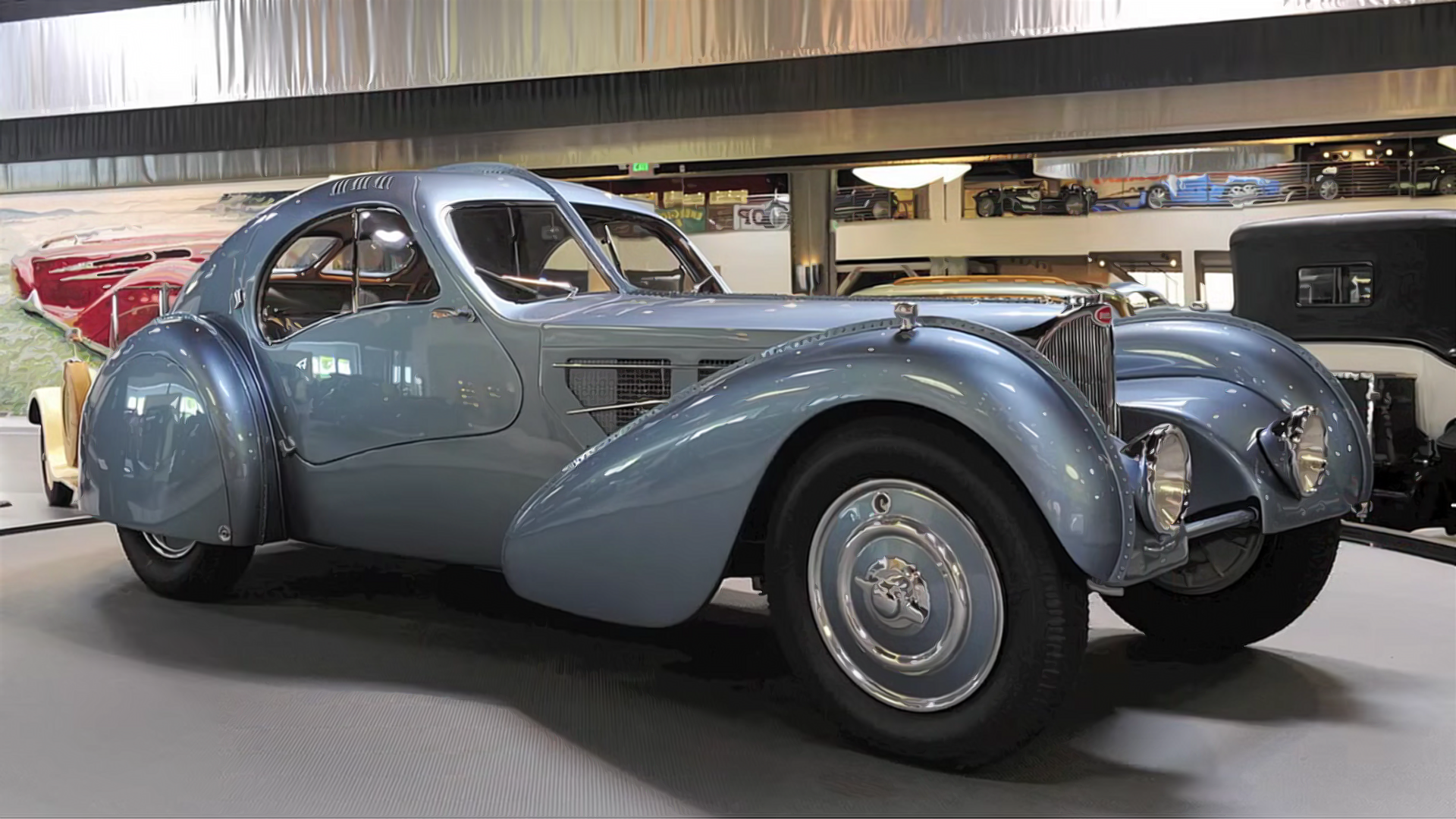
No.57374

この車両は1936年9月2日に完成し、イギリスの第3代ロスチャイルド男爵ヴィクター・ロスチャイルドに売却された。メタリックグレーブルーに塗装されたNo.57374は、エアロライトのプロトタイプから様々なコンポーネントを使用して製造されたと推測され、特にエンジングリルの両側にあるクロームメッキのエレメントが特徴的であった。1939年、ロスチャイルドの要請により、この車は"SC"仕様のスーパーチャージャーを取り付けるためにモルスハイムに持ち帰られた。彼はこの車を1941年10月まで使用したが、スーパーチャージャーの故障でエンジンが爆発し、野原の真ん中に乗り捨てた。
その後メカニックに売却され、スーパーチャージャーがない状態のまま修理されたのち、1945年、イギリスに到着したばかりの裕福なアメリカ人医師がこの車を購入し、1年後にアメリカに持ち込んでブガッティ・エンスージアストのマイク・オリバーに売却した。彼は車をアメリカ仕様に仕上げ、ダークレッドに塗装した。1953年、オリバーは車をブガッティに送り、交換用のスーパーチャージャーを装着させた。
オリバーが1970年に亡くなる前、彼はこの車をアメリカの企業家でレーサー、パイロットであるブリッグス・カニンガムに売却した。その1年後、この車はコレクターのピーター・ウィリアムソンに59,000ドルで売却され（これにより当時世界で最も高価な自動車となった）、彼は32年間この車を所有し、その間に車をオリジナルの状態に戻した。最終的には、2003年のペブルビーチ・コンクール・デレガンスに出品され、「ベスト・オブ・ショー」を受賞した。ウィリアムソンは2004年に死去し、No.57374は2010年にカリフォルニア州オックスナードにあるマリン自動車博物館関連の個人コレクターに3000万〜4000万ドル（28億〜37億円、正確な取引額は非公表）で売却された（この売買価格は当時の自動車取引市場のなかで最も高価な例であった）。

## 1936 タイプ57 SC エアロ・クーペ シャシーNo.57453
出典: 

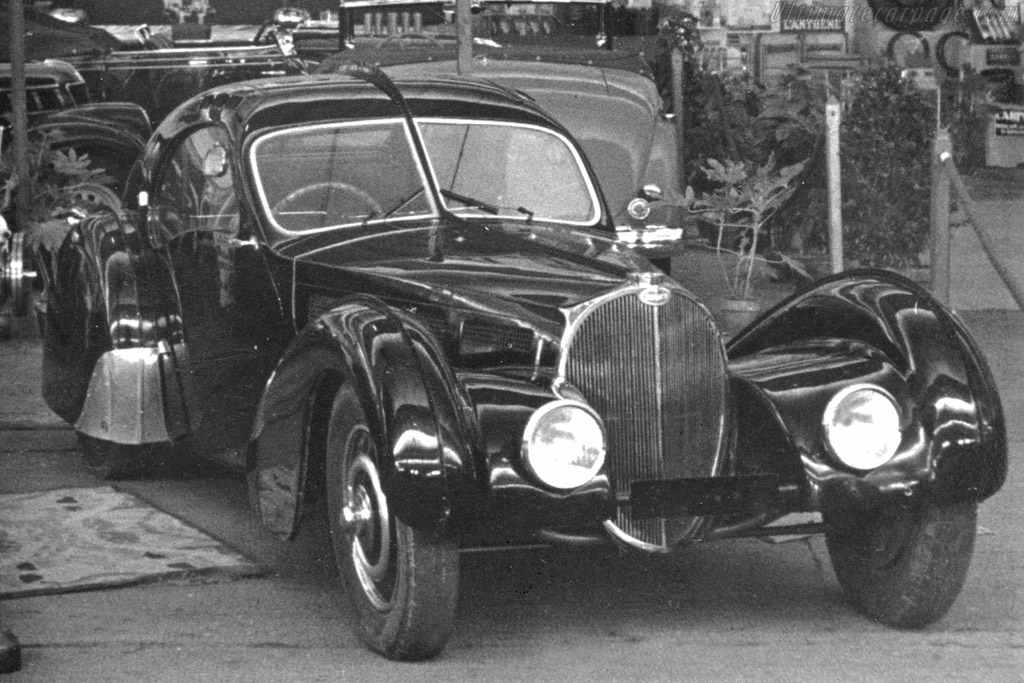
1937年のニースモーターショーで展示されたNo.57453

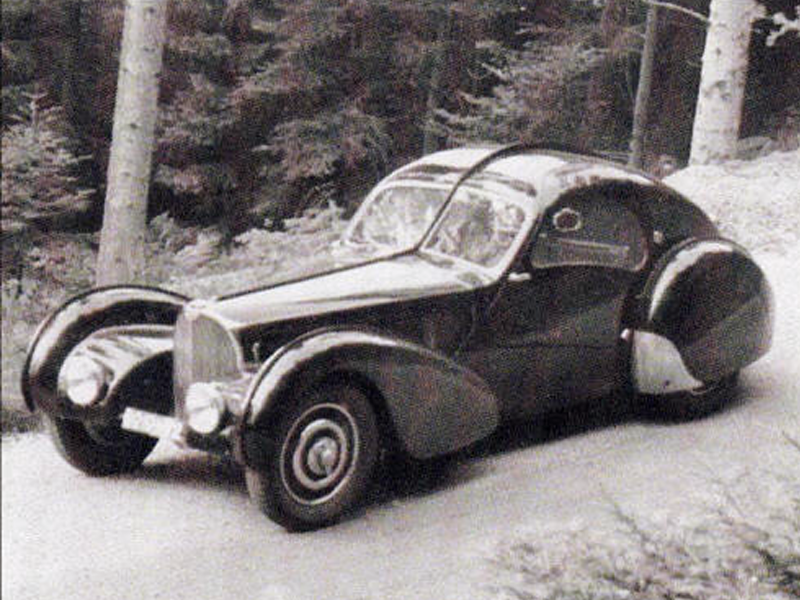
No.57453

"La Voiture Noire"（ラ・ヴォワチュール・ノワール、フランス語で「黒い車」の意）としても知られるこの車は、2番目に製造されたアトランティークである。製造後最初の数年間を除けば、この車の歴史と現在の所在はほとんど不明のままである。その過去と独占性から、専門家たちはこの車の価値を約1億1,400万ドルあるいは約1億ユーロ（約125億円）以上と見積もっている。
工場出荷時に"SC"仕様のスーパーチャージャーが装着されていた唯一のアトランティークであるNo.57453は、1936年10月3日に完成した。同年の冬、この車は主にジャン・ブガッティ、レーシングドライバーのウィリアム・グローバー＝ウィリアムズとその妻イヴォンヌによって運転された。その後、No.57453は同社の1937年販促カタログ用に撮影され、1937年春のニースとリヨンのモーターショーにも出展された。
モルスハイムに持ち帰られたNo.57453は、7月末までジャン・ブガッティによって誇らしげに運転され、1937年のル・マン24時間レースで優勝したブガッティのレースドライバー、ロベール・ブノワにプレゼントされた。グローバー＝ウィリアムズ夫妻と親交の深かったブノワは、彼らとともにこの車を使用した。1940年春、ドイツ軍がフランスを占領する前に3人ともイギリスに逃亡し、マシンはファクトリーに戻された。頻繁に運転されていたにもかかわらず、No.57453に登録されたオーナーはいなかった。この車について最後に言及されたのは、1941年2月18日、フランス脱出の際にボルドーのアルフレッド・ダネー通りに列車で送られる予定だった車のリストに記載された、「1244 W5」と登録され、シャシーNo.57454を持つ車であった。
1939年8月11日に自動車事故で30歳の若さでこの世を去ったジャン・ブガッティは、しばしばアトランティーク・モデル、とりわけNo.57453を最も革新的で最も価値のある作品と考えていた。

## 1936 タイプ57 S アトランティーク・クーペ シャシーNo.57473
出典: 

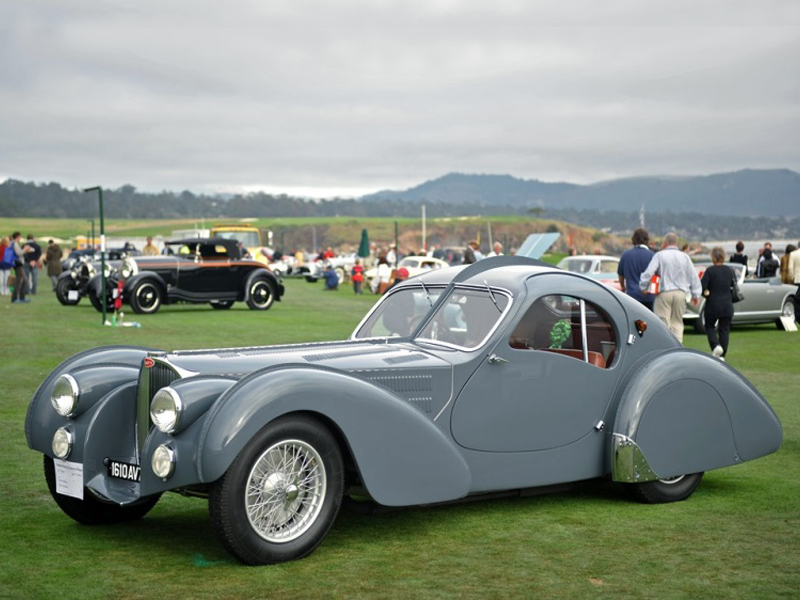
2010年のペブルビーチ・コンクール・デレガンスで展示されたNo.57473

No.57453に続く2台目のブラックのアトランティークは、1936年12月13日に完成し、パリの実業家ジャック・ホルツシュフに引き渡された。数ヵ月後、フランスのリビエラをドライブしていた彼と妻のイヴォンヌは、ジュアン・レ・パン・コンクール・デレガンスに参加し、この車はグランプリを受賞した。その後、1939年から1941年にかけて、この車は大幅なスタイリングの変更を受けたため、No.57473は他のアトランティークとは異なっている。 このコーチワークの作者は、イタリア人デザイナーのジュゼッペ・フィゴーニであると考えられている。
結局、ホルツシュフと彼の妻は第二次世界大戦の終わりまでにナチスに捕えられたのち殺害され、この車は1949年にカンヌの実業家でメカニックのロベール・ヴェルケがモナコの邸宅と一緒に購入した。このオーナーは、ニースで開催された "3rd International Speed Circuit for touring cars series"に出場したが、完走することはできなかった。その後数年間、No.57473には3人以上のオーナーが加わった。1952年、ブガッティ愛好家のルネ・シャタールに売却され、淡いブルーに塗装された。
1955年8月22日、シャタールと同乗していたジャニーヌ・ヴァシュロンは、フランスのジアン近郊で車を運転中、列車にはねられた。2人とも事故から生還することはできず、大破した車はジアンのスクラップ業者に売却された。1963年にフランス人コレクターによって購入され、1977年に完全な再建が行われた。劣化が激しかったため、オリジナルの部品のほとんどは新しいものに交換され、そのため車の価値は大幅に下がった。
2006年11月、No.57473は匿名のコレクターによって買い取られ、アメリカのスペシャリスト、ポール・ラッセルの手によって徹底的にレストアされ、シャタールの仕様に戻されることになった。2010年、完成した車両はペブルビーチ・コンクール・デレガンスに出展されたが、レプリカとみなされ、受賞は逃した。現在、No.57473はスペインの"Torrota"プライベートコレクションに収められているクラシックカーのひとつである。

## 1938 タイプ57 S（+C）アトランティーク・クーペ シャシーNo.57591
出典: 

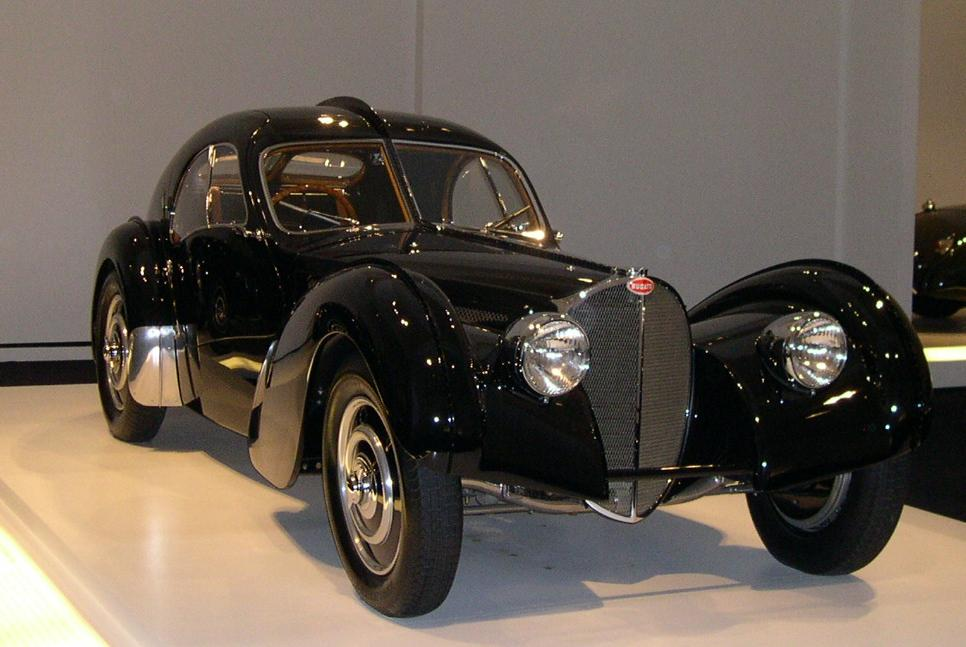
No.57591

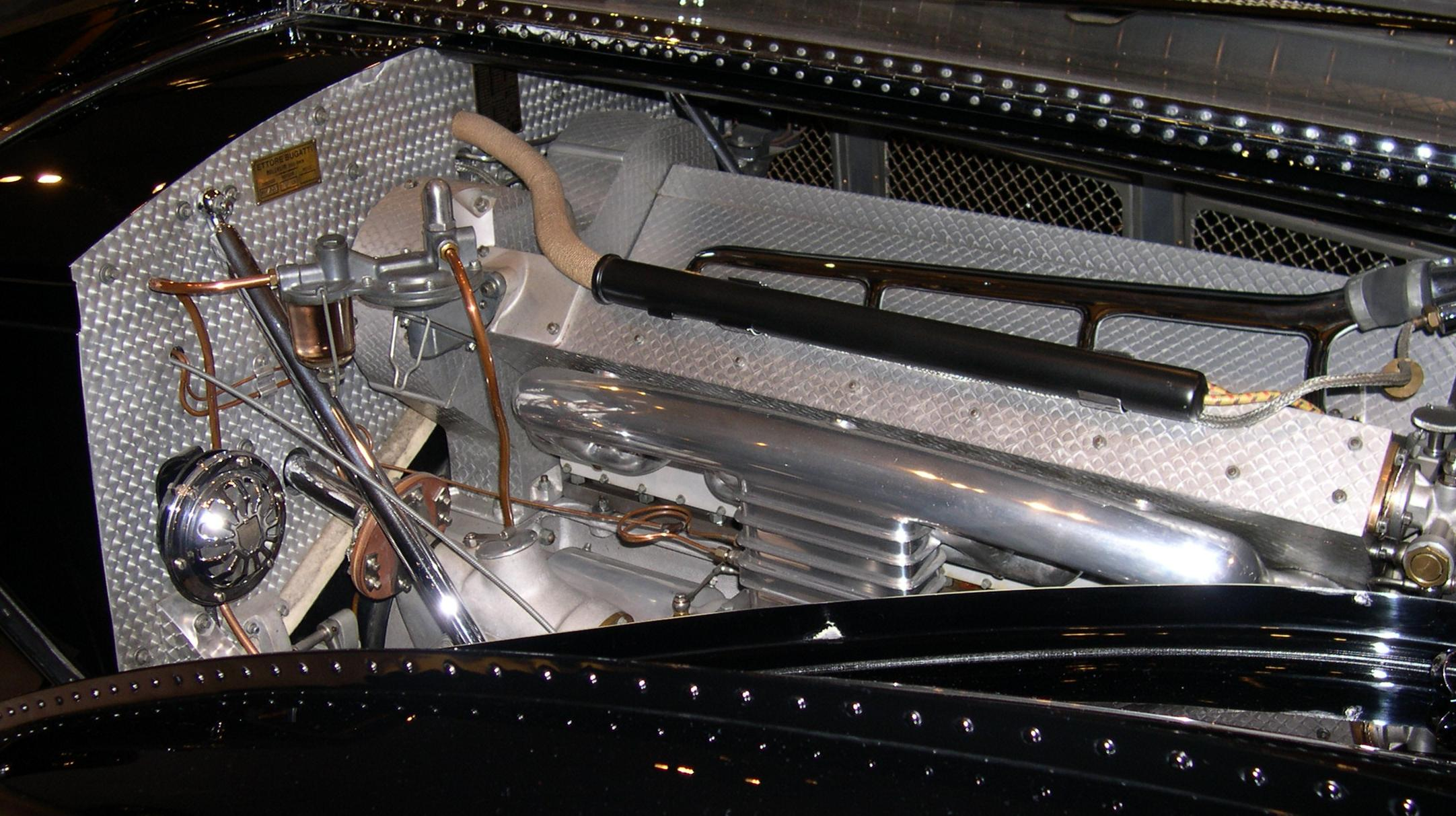
No.57591のエンジン

アトランティークの最終生産モデルは、イギリスのテニスプレイヤー、リチャード・B・ポープのために製造され、1938年5月2日に彼に引き渡された後、通称「EXK6」として登録された。濃厚なサファイアブルーに塗装されたNo.57591は、ユニークなフロントエンドのスタイリングとリアフェンダーカバーがないことで、他のアトランティークと一線を画していた。
1939年、リチャード・ポープはこの車をブガッティ工場のモルスハイムに送り、"SC"仕様を装着させた。彼はこの車を30年近く所有し、時にはブガッティのスペシャリストであるバリー・プライスに貸した。最終的にプライスは1967年にこの車を購入し、10年間所有した。その間、No.57591は記念式典中に軽いクラッシュに見舞われ、溝にはまり込んでしまった。その後、この車は裕福な実業家アンソニー・バンフォードの手に渡り、まもなく別のコレクターに譲渡された。
やがて1988年、著名なファッションデザイナーのラルフ・ローレンがこの車を購入し、ポール・ラッセル社に完全なレストアを依頼した。ローレンの要望でブラックに塗装されたものの、1938年当時の状態にまで修復された。この車は1990年にペブルビーチ・コンクール・デレガンスで「ベスト・オブ・ショー」を、2013年にはコンコルソ・デレガンツァ・ヴィラ・デステで「ベスト・オブ・ショー」を受賞した。
ラルフ・ローレンは、「ブガッティの『アトランティーク』は、そのユニークなシルエット、内装、仕上げ、スタイリングのディテール、どれをとってもおそらく世界で最も美しい車です。何時間眺めていても飽きることがなく、見るごとに畏敬の念が増していきます」とコメントしている。
自動車ジャーナリストのショーン・ヘンリーは、このNo.57591の価値をおよそ1億ドルと推定している。

## ギャラリー
- No.57374フロント
- No.57374リア
- No.57374サイド
- No.57473フロント
- No.57473リア
- No.57473サイド
- No.57473インテリア
- No.57591フロント
- No.57591サイド
- No.57591リア
- No.57591インテリア

## レプリカ

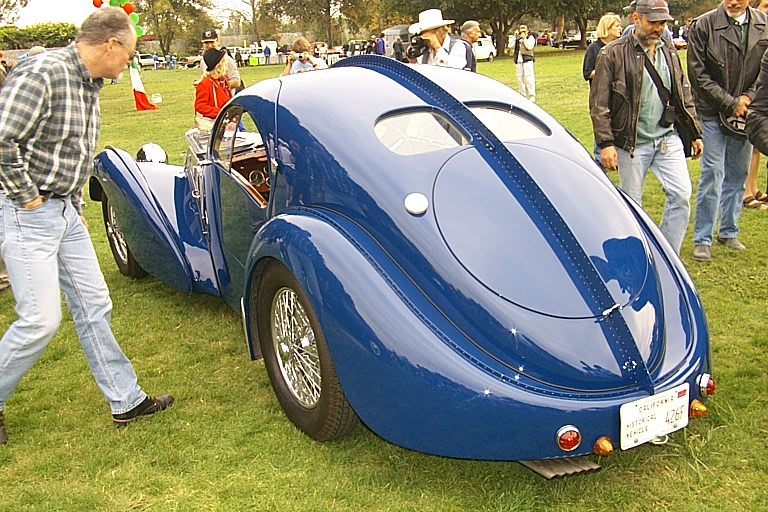
ジェイ・レノが所有する、エリック・クックが製作したNo.57591のレプリカ

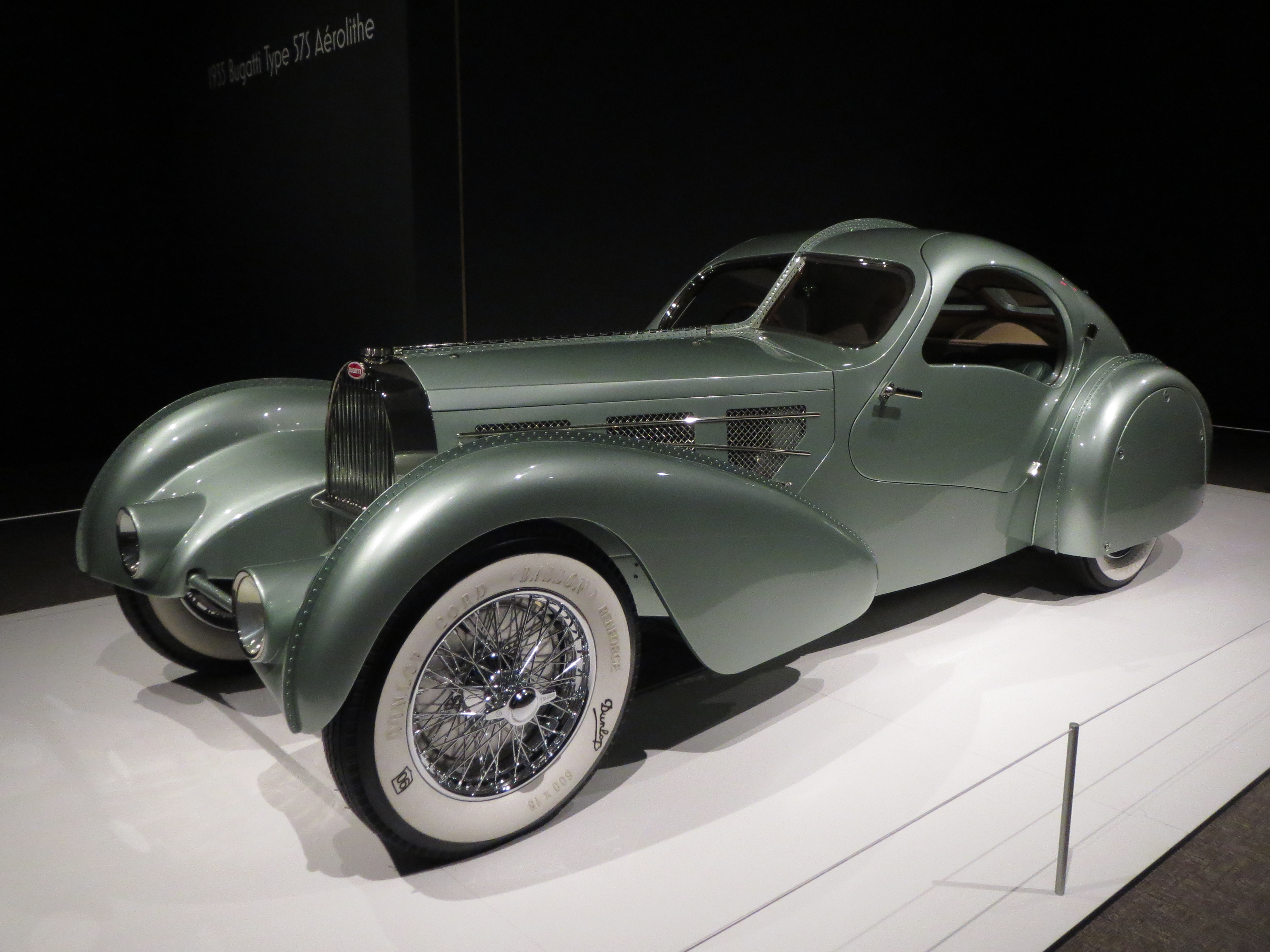
デイヴィッド・グレインジャー率いる修復チームが製作したエアロライト No.57331のレプリカ

アトランティーク・クーペのレプリカとして最も知られているのは、デンマーク出身のエリック・クック（Erik Koux）によるものである。クックは、1974年にNo.57591を所有するバリー・プライスから許可を得て彼の車を測定した。さらにその後No.57591の所有者となったラルフ・ローレンがポール・ラッセル社にレストアを依頼した際には、ラッセル社の協力を得て車両の内部まで隅々調査した。そして最終的にクックは、No.57591の精巧なレプリカを少なくとも13台製作した。その精度は単なるレプリカの域にとどまっておらず、すべてブガッティのオリジナルパーツと精密に再生産された複製を使用、ドライサンプとダブルオイルポンプに改造されたタイプ57エンジンが、初期の2台を除くすべてのレプリカに搭載されていた。コメディアンでカーコレクターでもあるジェイ・レノは、クックによるNo.57591のレプリカを30年以上所有していることで知られる。2022年には、クックによるNo.57591のレプリカがRMサザビーズにおいて115万5000ドル（約1億6000万円）で落札された。
2008年から2013年までの5年間、デイヴィッド・グレインジャー率いるカナダの自動車修復ギルドの修復チームは、11枚の写真と2枚の設計図、1枚の絵画から車両の寸法を割り出し、タイプ57エアロライト No.57331の1/1レプリカを製作した。シャシーNo.57104をベースに、ボディはすべてエレクトロン合金で製作された。

## オマージュ

### 自動車

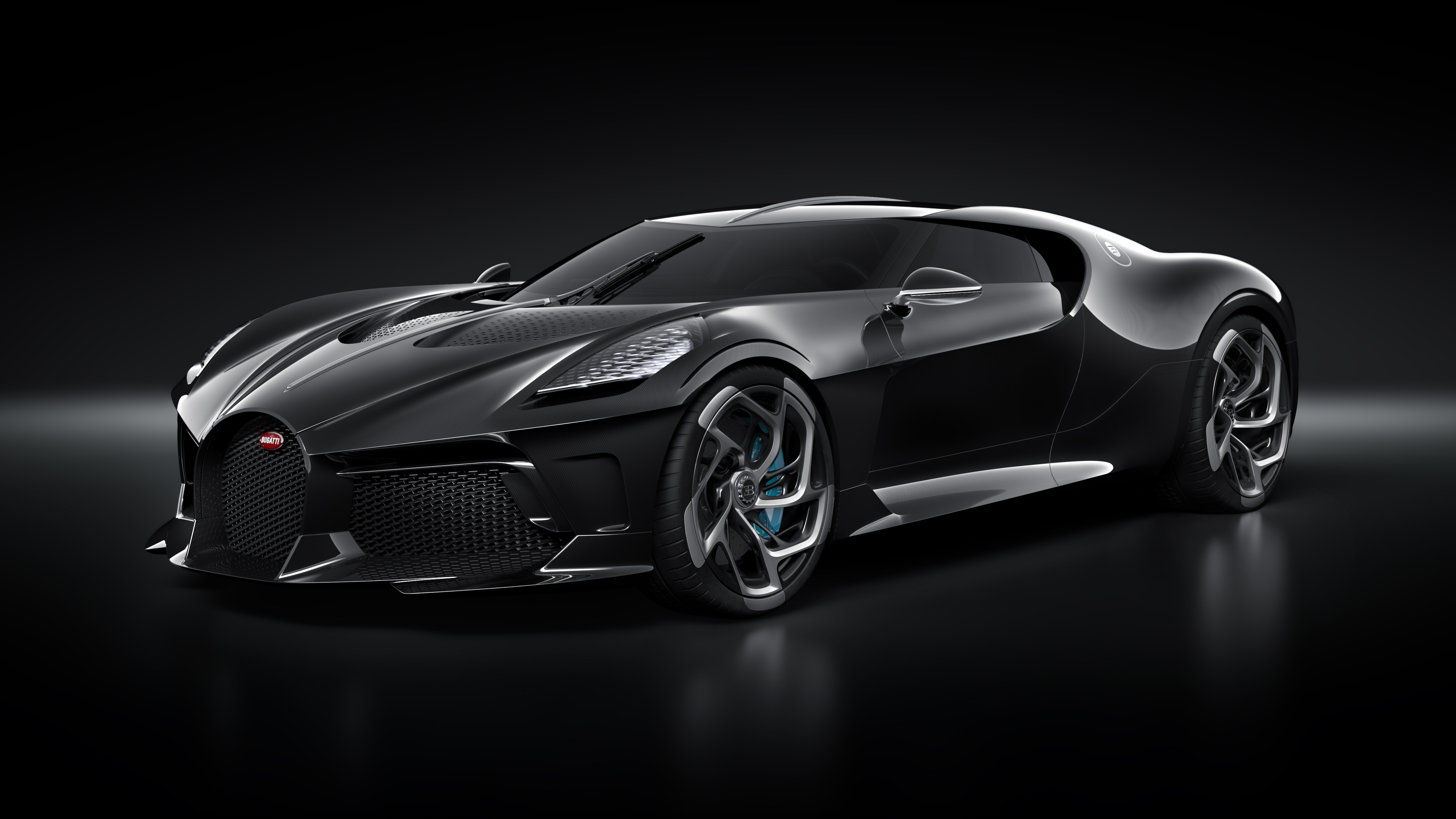
ブガッティ・"La Voiture Noire"

2015年、ブガッティ・オトモビルはシャシーNo.57453の"La Voiture Noire"をオマージュした「ブガッティ・ヴェイロン 16.4 グランスポーツ ジャン ブガッティ エディション」を発表した。3台のみが製造され、その価格は228万ユーロ（約3億円）であった。また同年、ブガッティ・オトモビルは、アントランティーク・クーペをオマージュしたコンセプトカー"Atlantic"を発表した。ブガッティのエントリーモデルとして市販化される予定であったが、フォルクスワーゲンの排ガス不正問題の影響を受けその計画は頓挫した。2019年には、ブガッティ・オトモビルがブガッティ・シロンをベースにしたワンオフモデル"La Voiture Noire"を発表した。その名の通り、シャシーNo.57453をオマージュしている。価格は1100万ユーロ（約14億円）、あるいは税込みで1670万ユーロ（約20億円）ともいわれる。2023年には、シャシーNo.57374の姿に魅了されたという顧客のために、ブガッティ・オトモビルがワンオフモデル「ブガッティ シロン スーパースポーツ"57 One of One"」を製造した。価格は明らかにされていないが、少なくとも500万ユーロプラス（約8億円超）になると言われている。

### 腕時計

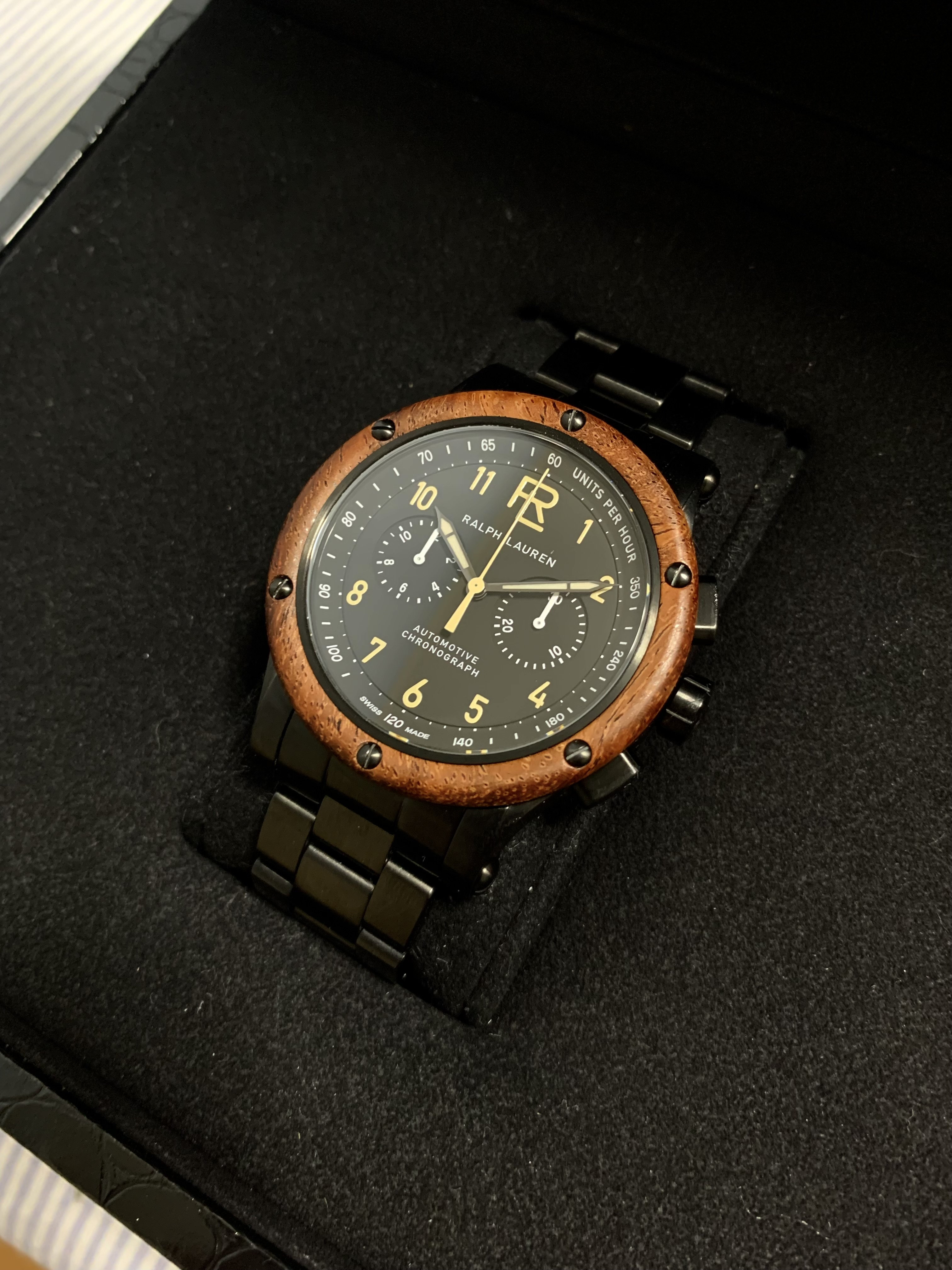
ラルフ・ローレン オートモーティブ・クロノグラフ

2011年、ラルフ・ローレンは、自身が所有するシャシーNo.57591をオマージュした腕時計のコレクション「オートモーティブ・コレクション」を発表した。2017年には、パルミジャーニ・フルリエがシャシーNo.57331をオマージュした腕時計「ブガッティ・エアロライト」を発表した。

## フィクション
2017年に公開された映画『スクランブル』は、主人公である自動車窃盗団がアトランティーク・クーペを盗むという出来事から物語が始まる。車両は、No.57591の修復に使われた鋳型を借りて、撮影用に2台製作された。エクステリアカラーもNo.57591と同じくブラックである。エンジンはローバー製で代用したという。